# Loka, Koper
Loka este o localitate din comuna Koper, Slovenia, cu o populație de 76 de locuitori.